# Bogdana ingenua
Bogdana ingenua is een hooiwagen uit de familie Gonyleptidae. De wetenschappelijke naam van de soort werd in 1940 gepubliceerd door Mello-Leitão.